# Kanada na Letnich Igrzyskach Olimpijskich 1920
Kanadę na Letnich Igrzyskach Olimpijskich 1920 w Antwerp reprezentowało 53 zawodników. Był to szósty start reprezentacji na letnich igrzyskach olimpijskich.

## Medaliści
| Medal  | Zawodnik | Dyscyplina sportowa | Konkurencja                     |
| ------ | --- | ------------------- | ------------------------------- |
| Złoto  | Robert Benson Walter Byron Frank Fredrickson Chris Fridfinnson Magnus Goodman Haldor Halderson Konrad Johannesson Allan Woodman | Hokej na lodzie     | Mężczyźni drużynowo             |
| Złoto  | Earl Thomson | Lekkoatletyka       | 110 m przez płotki mężczyzn     |
| Złoto  | Bert Schneider | Boks                | Waga półśrednia mężczyzn        |
| Srebro | Chris Graham | Boks                | Waga kogucia mężczyzn           |
| Srebro | Georges Prud’Homme | Boks                | Waga średnia mężczyzn           |
| Srebro | George Vernot | Pływanie            | 1500 m stylem dowolnym mężczyzn |
| Brąz   | Clarence Newton | Boks                | Waga lekka mężczyzn             |
| Brąz   | Montgomery Herschowitch | Boks                | Waga średnia mężczyzn           |
| Brąz   | George Vernot | Pływanie            | 400 m stylem dowolnym mężczyzn  |

## Skład kadry

### Boks
| Zawodnik                | Konkurencja     | 1/16             | 1/8                 | Ćwierćfinał          | Półfinał           | Finał/3. miejsce    | Finał/3. miejsce |
| Zawodnik                | Konkurencja     | Przeciwnik Wynik | Przeciwnik Wynik    | Przeciwnik Wynik     | Przeciwnik Wynik   | Przeciwnik Wynik    | Miejsce          |
| ----------------------- | --------------- | ---------------- | ------------------- | -------------------- | ------------------ | ------------------- | ---------------- |
| Harry Turner            | waga musza      |                  | Jean-B. Rampignon P | Nie awansował        | Nie awansował      | Nie awansował       | Nie awansował    |
| Chris Graham            | waga kogucia    |                  | wolny los           | Henri Ricard W       | Henri Hébrants W   | Clarence Walker P   | srebro           |
| Walter Newton           | waga piórkowa   |                  | Nick Clausen P      | Nie awansował        | Nie awansował      | Nie awansował       | Nie awansował    |
| William Rankin          | waga piórkowa   | Wim Hesterman P  | Nie awansował       | Nie awansował        | Nie awansował      | Nie awansował       | Nie awansował    |
| Clarence Newton         | waga lekka      |                  | Johan Jensen W      | Johan Sæterhaug W    | Gotfred Johansen P | Richard Beland W    | brąz             |
| Bert Schneider          | waga półśrednia |                  | Joseph Thomas W     | Aage Steen W         | Fred Kolberg W     | Alexander Ireland W | złoto            |
| Georges Prud’Homme      | waga średnia    |                  | Antoine Masson W    | Marcel Rey-Golliet W | Hjalmar Strømme W  | Harry Mallin P      | srebro           |
| Montgomery Herschowitch | waga średnia    |                  | Paul Munting W      | William Bradley W    | Harry Mallin P     | Hjalmar Strømme W   | brąz             |

### Hokej na lodzie
Reprezentacja mężczyzn
| - Robert Benson - Walter Byron - Frank Fredrickson - Chris Fridfinnson |  | - Magnus Goodman - Haldor Halderson - Konrad Johannesson - Allan Woodman |

#### Turniej o złoty medal
Ćwierćfinał
|  | Kanada | 15:0 | Czechosłowacja |  |

|  |  |  |  |  |

Półfinał
|  | Kanada | 2:0 | Stany Zjednoczone |  |

|  |  |  |  |  |

Finał
| 26 kwietnia 1920 | Kanada | 12:1 | Szwecja |  |

|  |  |  |  |  |

### Kolarstwo

#### Kolarstwo szosowe
| Zawodnik                                                     | Konkurencja                    | Czas                  | Pozycja               |
| ------------------------------------------------------------ | ------------------------------ | --------------------- | --------------------- |
| Herbert McDonald                                             | jazda indywidualna na czas (m) | 5:20:34,6             | 31.                   |
| Harry Martin                                                 | jazda indywidualna na czas (m) | 5:30:16,2             | 38.                   |
| Norman Webster                                               | jazda indywidualna na czas (m) | Nie ukończył wyścigu  | Nie ukończył wyścigu  |
| Harold Bounsell                                              | jazda indywidualna na czas (m) | Nie ukończył wyścigu  | Nie ukończył wyścigu  |
| Herbert McDonald Harry Martin Norman Webster Harold Bounsell | jazda drużynowa na czas (m)    | Nie ukończyli wyścigu | Nie ukończyli wyścigu |

#### Kolarstwo torowe
| Konkurencja                     | Zawodnik                                                       | Eliminacje                                          | Eliminacje | Eliminacje | Ćwierćfinał                 | Ćwierćfinał   | Ćwierćfinał   | Repasaże - półfinały                             | Repasaże - półfinały | Repasaże - półfinały | Repasaże - finał                               | Repasaże - finał | Repasaże - finał | Półfinały     | Półfinały     | Półfinały     | Finał          | Finał          | Finał                | Pozycja              |
| Konkurencja                     | Zawodnik                                                       | Przeciwnik                                          | Czas       | Miejsce    | Przeciwnik                  | Czas          | Miejsce       | Przeciwnik                                       | Czas                 | Miejsce              | Przeciwnik                                     | Czas             | Miejsce          | Przeciwnik    | Czas          | Miejsce       | Przeciwnik     | Czas           | Miejsce              | Pozycja              |
| ------------------------------- | -------------------------------------------------------------- | --------------------------------------------------- | ---------- | ---------- | --------------------------- | ------------- | ------------- | ------------------------------------------------ | -------------------- | -------------------- | ---------------------------------------------- | ---------------- | ---------------- | ------------- | ------------- | ------------- | -------------- | -------------- | -------------------- | -------------------- |
| sprint                          | William Taylor                                                 | Henri Bellivier Christopher Dotterweich             | b.d        | 3.         | Nie awansował               | Nie awansował | Nie awansował | Nie awansował                                    | Nie awansował        | Nie awansował        | Nie awansował                                  | Nie awansował    | Nie awansował    | Nie awansował | Nie awansował | Nie awansował | Nie awansował  | Nie awansował  | Nie awansował        | Nie awansował        |
| sprint                          | Norman Webster                                                 | Léonard Daghelinckx Tjabel Boonstra                 | b.d        | 2.         | Fred Taylor Henri Bellivier | b.d           | 3.            | Henri Bellivier L’Empereur Anthony Young         | b.d                  | 3.                   | Nie awansował                                  | Nie awansował    | Nie awansował    | Nie awansował | Nie awansował | Nie awansował | Nie awansował  | Nie awansował  | Nie awansował        | Nie awansował        |
| sprint                          | Herbert McDonald                                               | Henry Brask Andersen George Thursfield William Beck | b.d        | 4.         | Nie awansował               | Nie awansował | Nie awansował | Nie awansował                                    | Nie awansował        | Nie awansował        | Nie awansował                                  | Nie awansował    | Nie awansował    | Nie awansował | Nie awansował | Nie awansował | Nie awansował  | Nie awansował  | Nie awansował        | Nie awansował        |
| sprint                          | Harold Bounsell                                                | Gerald Halpin Frans de Vreng                        | b.d        | 2.         | Maurice Peeters John Slaets | b.d           | 2.            | Christopher Dotterweich John Slaets Thomas Lance | 13,4                 | 1.                   | Pierre Lanousse Georges Perrin Henri Bellivier | b.d              | 2.               | Nie awansował | Nie awansował | Nie awansował | Nie awansował  | Nie awansował  | Nie awansował        | Nie awansował        |
| 50 km                           | Herbert McDonald                                               |                                                     |            |            |                             |               |               |                                                  |                      |                      |                                                |                  |                  |               |               |               |                |                | b.d                  | 5.                   |
| 50 km                           | Harold Bounsell                                                |                                                     |            |            |                             |               |               |                                                  |                      |                      |                                                |                  |                  |               |               |               |                |                | Nie ukończył wyścigu | Nie ukończył wyścigu |
| 50 km                           | William Taylor                                                 |                                                     |            |            |                             |               |               |                                                  |                      |                      |                                                |                  |                  |               |               |               |                |                | Nie ukończył wyścigu | Nie ukończył wyścigu |
| 50 km                           | Norman Webster                                                 |                                                     |            |            |                             |               |               |                                                  |                      |                      |                                                |                  |                  |               |               |               |                |                | Nie ukończył wyścigu | Nie ukończył wyścigu |
| wyścig na dochodzenie drużynowo | Herbert McDonald Harold Bounsall Norman Webster William Taylor |                                                     |            |            | Południowa Afryka           | b.d           | 2.            |                                                  |                      |                      |                                                |                  |                  |               |               |               | Nie awansowali | Nie awansowali | Nie awansowali       | 7.                   |

### Lekkoatletyka
Konkurencje biegowe
| Konkurencja        | Zawodnik         | Eliminacje | Eliminacje | Ćwierćfinał   | Ćwierćfinał   | Półfinał           | Półfinał           | Finał              | Finał              |
| Konkurencja        | Zawodnik         | Wynik      | Miejsce    | Wynik         | Miejsce       | Wynik              | Miejsce            | Wynik              | Miejsce            |
| ------------------ | ---------------- | ---------- | ---------- | ------------- | ------------- | ------------------ | ------------------ | ------------------ | ------------------ |
| 100 m              | Alexandre Penton | 11,1       | 2.         | 11,4          | 5.            | Nie awansował      | Nie awansował      | Nie awansował      | Nie awansował      |
| 100 m              | Cyril Coaffee    | b.d        | 3.         | Nie awansował | Nie awansował | Nie awansował      | Nie awansował      | Nie awansował      | Nie awansował      |
| 200 m              | Alexandre Penton | 22,9       | 2.         | 22,7          | 2.            | b.d                | 4.                 | Nie awansował      | Nie awansował      |
| 200 m              | Cyril Coaffee    | b.d        | 3.         | Nie awansował | Nie awansował | Nie awansował      | Nie awansował      | Nie awansował      | Nie awansował      |
| 400 m              | Hec Phillips     | 52,3       | 2.         | 51,5          | 5.            | Nie awansował      | Nie awansował      | Nie awansował      | Nie awansował      |
| 800 m              | Hec Phillips     | b.d        | 8.         |               |               | Nie awansował      | Nie awansował      | Nie awansował      | Nie awansował      |
| 1500 m             | Edward Lawrence  |            |            |               |               | 4:03,9             | 5                  | Nie awansował      | Nie awansował      |
| 1500 m             | Tommy Town       |            |            |               |               | b.d                | 6.                 | Nie awansował      | Nie awansował      |
| 5000 m             | Tommy Town       |            |            |               |               | Nie ukończył biegu | Nie ukończył biegu | Nie awansował      | Nie awansował      |
| 10 000 m           | Edward Lawrence  |            |            |               |               | 33:08,5            | 6.                 | Nie awansował      | Nie awansował      |
| 110 m przez płotki | Earl Thomson     |            |            | 15,4          | 2.            | 15,0               | 1.                 | 14,8               | złoto              |
| maraton            | James Dellow     |            |            |               |               |                    |                    | 2:46:47,0          | 13.                |
| maraton            | Arthur Scholes   |            |            |               |               |                    |                    | 2:48:30,0          | 15.                |
| maraton            | Norman General   |            |            |               |               |                    |                    | 2:58:01,0          | 22.                |
| maraton            | Albert Smoke     |            |            |               |               |                    |                    | Nie ukończył biegu | Nie ukończył biegu |
| chód na 3 km       | Edward Freeman   |            |            |               |               | b.d                | 8.                 | Nie awansował      | Nie awansował      |
| chód na 10 km      | Edward Freeman   |            |            |               |               | Dyskwalifikacja\|  | Dyskwalifikacja\|  | Nie awansował      | Nie awansował      |
| bieg przełajowy    | Tommy Town       |            |            |               |               |                    |                    | b.d                | 29.                |

Konkurencje techniczne
| Konkurencja   | Zawodnik         | Eliminacje                     | Eliminacje                     | Finał         | Finał         |
| Konkurencja   | Zawodnik         | Wynik                          | Miejsce                        | Wynik         | Miejsce       |
| ------------- | ---------------- | ------------------------------ | ------------------------------ | ------------- | ------------- |
| skok wzwyż    | William Kennedy  | Nie zaliczył żadnej wysokości  | Nie zaliczył żadnej wysokości  | Nie awansował | Nie awansował |
| rzut młotem   | Archie McDiarmid | 44,66                          | 9.                             | Nie awansował | Nie awansował |
| rzut młotem   | John Cameron     | Nie zaliczył żadnej odległości | Nie zaliczył żadnej odległości | Nie awansował | Nie awansował |
| rzut ciężarem | Archie McDiarmid | 9,475                          | 4.                             | 10,12         | 4.            |

### Pływanie
Mężczyźni
| Konkurencja      | Zawodnik       | Eliminacje           | Eliminacje           | Półfinał      | Półfinał      | Finał         | Finał         |
| Konkurencja      | Zawodnik       | Czas                 | Miejsce              | Czas          | Miejsce       | Czas          | Miejsce       |
| ---------------- | -------------- | -------------------- | -------------------- | ------------- | ------------- | ------------- | ------------- |
| 100 m dowolnym   | George Vernot  | 1:05,2               | 1.                   | 1:05,8        | 3.            | Nie awansował | Nie awansował |
| 400 m dowolnym   | George Vernot  | 5:32,6               | 1.                   | 5:27,8        | 1.            | 5:29,6        | złoto         |
| 400 m dowolnym   | George Hodgson | 5:49,8               | 2.                   | b.d           | 4.            | Nie awansował | Nie awansował |
| 1500 m dowolnym  | George Vernot  | 23:40,0              | 1.                   | 22:59,4       | 1.            | 22:36,4       | srebro        |
| 1500 m dowolnym  | George Hodgson | 24:36,6              | 2.                   | b.d           | 5.            | Nie awansował | Nie awansował |
| 200 m klasycznym | Sidney Gooday  | b.d                  | 5.                   | Nie awansował | Nie awansował | Nie awansował | Nie awansował |
| 400 m klasycznym | Sidney Gooday  | Nie ukończył wyścigu | Nie ukończył wyścigu | Nie awansował | Nie awansował | Nie awansował | Nie awansował |

### Skoki do wody
Mężczyźni
| Konkurencja              | Zawodnik      | Eliminacje | Eliminacje | Finał         | Finał         |
| Konkurencja              | Zawodnik      | Wynik      | Pozycja    | Wynik         | Pozycja       |
| ------------------------ | ------------- | ---------- | ---------- | ------------- | ------------- |
| wieża 10 m               | Richard Flint | 126,0      | 7.         | Nie awansował | Nie awansował |
| trampolina 3m            | Richard Flint | 480,70     | 5.         | Nie awansował | Nie awansował |
| skoki standard i dowolne | Richard Flint | 351,35     | 6.         | Nie awansował | Nie awansował |

### Strzelectwo
| Konkurencja        | Zawodnik                                                                                   | Finał | Finał   |
| Konkurencja        | Zawodnik                                                                                   | Wynik | Pozycja |
| ------------------ | ------------------------------------------------------------------------------------------ | ----- | ------- |
| trap indywidualnie | James Montgomery                                                                           | 86    | 6.      |
| trap indywidualnie | William Hamilton                                                                           | 82    | 11.     |
| trap indywidualnie | George Beattie                                                                             | 73    | b.d     |
| trap indywidualnie | Samuel Vance                                                                               | 71    | b.d     |
| trap indywidualnie | John Black                                                                                 | 52    | b.d     |
| trap drużynowo     | George Beattie Samuel Vance William Hamilton James Montgomery James Oliver William McLaren | 474   | 5.      |

### Wioślarstwo
| Konkurencja           | Zawodnik                                                          | Runda 1 | Runda 1 | Ćwierćfinał | Ćwierćfinał | Półfinał | Półfinał | Finał          | Finał          | Pozycja        |
| Konkurencja           | Zawodnik                                                          | Czas    | M.      | Czas        | M.          | Czas     | M.       | Czas           | M.             | Pozycja        |
| --------------------- | ----------------------------------------------------------------- | ------- | ------- | ----------- | ----------- | -------- | -------- | -------------- | -------------- | -------------- |
| Czwórka ze sternikiem | Robert Hay Harold Harcourt Larry Landrian Strathy Hay Art Everett |         |         |             |             | 7:18,0   | 3.       | Nie awansowali | Nie awansowali | Nie awansowali |

### Zapasy
| Konkurencja             | Zawodnik    | 1/16 finału       | 1/8 finału       | Ćwierćfinał      | Półfinał         | Finał            | Miejsce       |
| Konkurencja             | Zawodnik    | Przeciwnik Wynik  | Przeciwnik Wynik | Przeciwnik Wynik | Przeciwnik Wynik | Przeciwnik Wynik | Miejsce       |
| ----------------------- | ----------- | ----------------- | ---------------- | ---------------- | ---------------- | ---------------- | ------------- |
| styl wolny waga średnia | Frank Locon | Charley Johnson p | Nie awansował    | Nie awansował    | Nie awansował    | Nie awansował    | Nie awansował |